# Holms kyrka, Medelpad
Holms kyrka är en kyrkobyggnad i Anundgård i Sundsvalls kommun. Den är församlingskyrka i Holms församling, Härnösands stift.

## Kyrkobyggnaden
En tidigare träkyrka på platsen uppfördes åren 1790–1792 av Pål Pehrsson.
Nuvarande tegelkyrka i nygotisk stil uppfördes åren 1903–1904 efter ritningar av arkitekt Gustaf Hermansson. Invigningen ägde rum första söndagen i advent 1904. Kyrkan består av långhus med kor i öster och torn i väster. Öster om koret finns en vidbyggd sakristia. En renovering genomfördes 1957 under ledning av arkitekt Einar Lundberg då interiörens nygotiska karaktär tonades ned.

## Inventarier
- Ett krucifix är från 1400-talet.
- En skulptur föreställande Maria med Jesusbarnet är tillverkad i början av 1500-talet av träsnidaren Haaken Gulleson.
- En dopfunt huggen i granit tillkom 1921 efter ritningar av kyrkans arkitekt.
- En grön mässhake är inköpt 1751 från Indals kyrka. Tyget är från 1500-talet.